# A.J. Moye
Ajene Malaki Moye (Los Angeles, 7 febbraio 1982) è un ex cestista statunitense.

## Palmarès

### Individuale
- Korisliiga MVP straniero: 1

Kouvot Kouvola: 2009-2010